# Laurent Theunen
Laurent Theunen, né à Asse le 27 août 1883 et mort à une date inconnue, est un joueur de football international belge actif au début du XXe siècle. Il effectue sa carrière dans deux clubs bruxellois, le Racing, avec lequel il remporte deux titres de champion de Belgique et le Daring.

## Carrière en club
Laurent Theunen fait ses débuts au Racing Club de Bruxelles lors de la saison 1901-1902. Des débuts couronnés de succès, l'équipe remportant le titre de champion de Belgique en fin de championnat, son troisième consécutif et son quatrième au total. La saison suivante est du même acabit et voit le club conserver son titre et signer le premier quadruplé de l'histoire du football belge. Les saisons suivantes sont dominées par l'Union Saint-Gilloise mais cela n'empêche pas Laurent Theunen d'être appelé en équipe nationale belge à deux reprises lors du mois de mai 1905.
En 1907, le joueur choisit de partir au Daring Club de Bruxelles, un autre club de Division d'Honneur. Il y est d'emblée titulaire et est rappelé deux fois chez les « Diables Rouges » en 1909. Après trois saisons terminées dans les cinq premières places, Laurent Theunen décide de mettre un terme à sa carrière de joueur.

### Palmarès
- Deux fois champion de Belgique en 1902 et 1903 avec le Racing Club de Bruxelles.

### Statistiques
| Saison                | Club                  | Championnat           | Championnat | Championnat | Coupe(s) nationale(s) | Coupe(s) nationale(s) | Total | Total |
| Saison                | Club                  | Division              | M.          | B.          | M.                    | B.                    | M.    | B.    |
| 1901-1902             | Racing CB             | Division 1            | -           | -           | 0                     | 0                     | 0     | 0     |
| 1902-1903             | Racing CB             | Division 1            | -           | -           | 0                     | 0                     | 0     | 0     |
| 1903-1904             | Racing CB             | Division 1            | -           | -           | 0                     | 0                     | 0     | 0     |
| 1904-1905             | Racing CB             | Division 1            | -           | -           | 0                     | 0                     | 0     | 0     |
| 1905-1906             | Racing CB             | Division 1            | -           | -           | 0                     | 0                     | 0     | 0     |
| 1906-1907             | Racing CB             | Division 1            | -           | -           | 0                     | 0                     | 0     | 0     |
| Sous-total            | Sous-total            | Sous-total            | -           | -           | 0                     | 0                     | 0     | 0     |
| 1907-1908             | Daring CB             | Division 1            | -           | -           | 0                     | 0                     | 0     | 0     |
| 1908-1909             | Daring CB             | Division 1            | -           | -           | 0                     | 0                     | 0     | 0     |
| 1909-1910             | Daring CB             | Division 1            | -           | -           | 0                     | 0                     | 0     | 0     |
| Sous-total            | Sous-total            | Sous-total            | -           | -           | 0                     | 0                     | 0     | 0     |
| Total sur la carrière | Total sur la carrière | Total sur la carrière | 1           | -           | 0                     | 0                     | 1     | 0     |

## Carrière en équipe nationale
Laurent Theunen est convoqué à quatre reprises en équipe nationale belge, pour autant de matches joués. Il joue son premier match international le 7 mai 1905 à l'occasion d'un match amical face à la France. L'équipe belge remporte le match 7-0, avec deux buts inscrits par Theunen. Il dispute une autre rencontre amicale sept jours plus tard contre les Pays-Bas. Il doit ensuite attendre près de quatre ans avant de revenir chez les « Diables Rouges », pour deux nouveaux matches amicaux, d'abord le 25 avril 1909 contre les Pays-Bas et ensuite le 9 mai face à la France, contre laquelle il inscrit un nouveau but.

### Liste des sélections internationales
Le tableau ci-dessous reprend toutes les sélections de Laurent Theunen. Le score de la Belgique est toujours indiqué en gras.
| Date       | Compétition  | Adversaire | Lieu      | Score | Remarque             |
| ---------- | ------------ | ---------- | --------- | ----- | -------------------- |
| 07/05/1905 | Match amical | France     | Bruxelles | 7-0   | 30e (3-0), 80e (6-0) |
| 14/05/1905 | Match amical | Pays-Bas   | Rotterdam | 4-0   |                      |
| 25/04/1909 | Match amical | Pays-Bas   | Rotterdam | 4-1   |                      |
| 09/05/1909 | Match amical | France     | Bruxelles | 5-2   | 85e (5-1)            |